# Verneuil-le-Château
Verneuil-le-Château là một xã thuộc tỉnh Indre-et-Loire trong vùng Centre-Val de Loire ở miền trung nước Pháp.